# Manuel Edmilson da Cruz

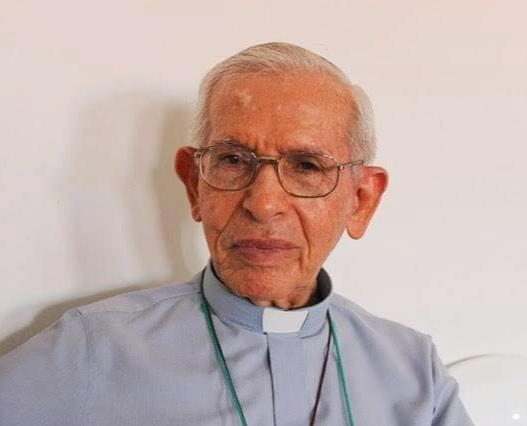
Manuel Edmilson da Cruz 2023

Manuel Edmilson da Cruz (* 3. Oktober 1924 in Acaraú) ist ein brasilianischer römisch-katholischer Geistlicher und Altbischof von Limoeiro do Norte. 

## Leben
Manuel Edmilson da Cruz empfing am 5. Dezember 1948 die Priesterweihe.
Papst Paul VI. ernannte ihn am 8. August 1966 zum Weihbischof in São Luís do Maranhão und Titularbischof von Vicus Caesaris. Der Erzbischof von São Luís do Maranhão, João José da Mota e Albuquerque, spendete ihm am 6. November desselben Jahres die Bischof; Mitkonsekratoren waren Walfrido Teixeira Vieira, Bischof von Sobral und José Mauro Ramalho de Alarcón Santiago, Bischof von Iguatu. 
Am 3. Juli 1974 wurde er zum Weihbischof in Fortaleza ernannt. Papst Johannes Paul II. ernannte ihn am 18. Mai 1994 zum Bischof von Limoeiro do Norte, nachdem er zuvor seit Mai 1992 Apostolischer Administrator dieser Diözese war. Am 6. Mai 1998 nahm Papst Johannes Paul II. seinen altersbedingten Rücktritt an.
Er ist der älteste lebende katholische Bischof aus Lateinamerika.